# Аргумент полярних понять
Аргумент полярних понять (англ. polar concept argument) — це тип аргументу, який доводить розуміння одного поняття, виходячи з розуміння його полярної протилежності. Відомим прикладом аргументу полярних понять є аргумент Гілберта Райла проти скептицизму (1960). Згідно з характеристикою Ентоні Грейлінга (англ. Anthony Grayling), аргумент Райла можна сформулювати наступним чином:
Не може бути фальшивих монет, (...) якщо немає справжніх, ні кривих доріг, якщо немає прямих, ні високих людей, якщо немає низьких.
Згідно з аргументом полярних концепцій Райла, фальшиві та справжні монети існують у парі, і не можна уявити собі фальшиві монети, не осягнувши водночас суті справжніх монет. Коли ми осягаємо суть одного полярного поняття, ми одразу ж осягаємо суть його полярної протилежності. Оригінальний аргумент Райла (1960) звучить наступним чином:
Країна, яка не карбує монету, не дає фальшивомонетникам жодного простору для діяльності. Їм не було б з чого виготовляти та розповсюджувати фальшивки. Вони могли б, якби захотіли, виготовляти і роздавати прикрашені диски з латуні або свинцю, які люди могли б із задоволенням купувати. Але це не були б фальшиві монети. Фальшиві монети можуть бути тільки там, де є монети, виготовлені з належних матеріалів належною владою. У країні, де є карбування монет, фальшиві монети можуть бути виготовлені і передані; і підробка може бути настільки ефективною, що пересічний громадянин, не маючи змоги відрізнити фальшиві монети від справжніх, може запідозрити справжність будь-якої конкретної монети, яку він отримав.
Аргумент полярних концепцій спирається на більш-менш сильну версію діалектичного монізму — філософської доктрини, яка розглядає реальність як єдине ціле завдяки взаємодоповнюваності полярних концепцій.